# 젱기즈 윈데르
젱기즈 윈데르(튀르키예어: Cengiz Ünder, 1997년 7월 14일 ~ )는 튀르키예의 축구 선수로 현재 쉬페르리그의 페네르바흐체에서 라이트 윙어로 뛰고 있다.

## 수상

### 클럽
이스탄불 바샥셰히르
- 쉬페르리그 : 준우승 (2016-17)
- 튀르키예 쿠파스 : 준우승 (2016-17)

 AS 로마
- 이탈리아 세리에 A : 3위 (2017-18)
- UEFA 챔피언스리그 : 4강 (2017-18)

 올랭피크 드 마르세유
- 프랑스 리그앙 : 준우승 (2021-22)
- UEFA 유로파컨퍼런스리그 : 4강 (2021-22)

### 개인
- 튀르키예 올해의 선수 : 2018